# Dąbrówka (Budry)
Dąbrówka [dɔmˈbrufka] (deutsch Dombrowken, 1938–1945 Eibenburg, litauisch Dombrovka) ist ein Dorf in der polnischen Gemeinde Budry (deutsch Buddern) im Powiat Węgorzewski in der Wojewodschaft Ermland-Masuren.

## Lage
Dąbrówka liegt im historischen Ostpreußen etwa 15 km nordöstlich von Węgorzewo (Angerburg) am Fluss Węgorapa (Angerapp). Etwa 1 km nördlich des Ortes verläuft die polnisch-russische Staatsgrenze zur Oblast Kaliningrad.

## Geschichte

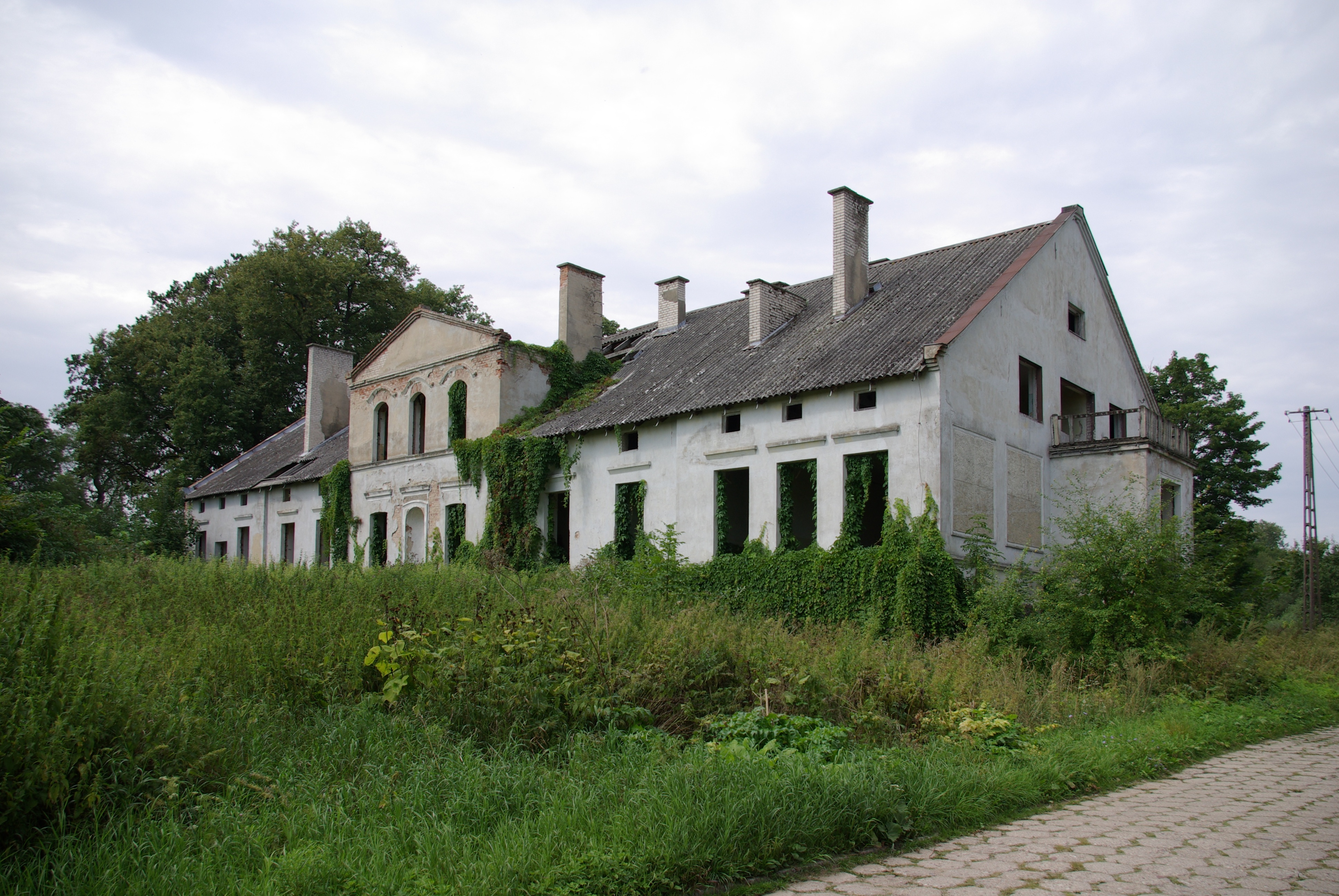
Ruine des Gutshauses, 2010

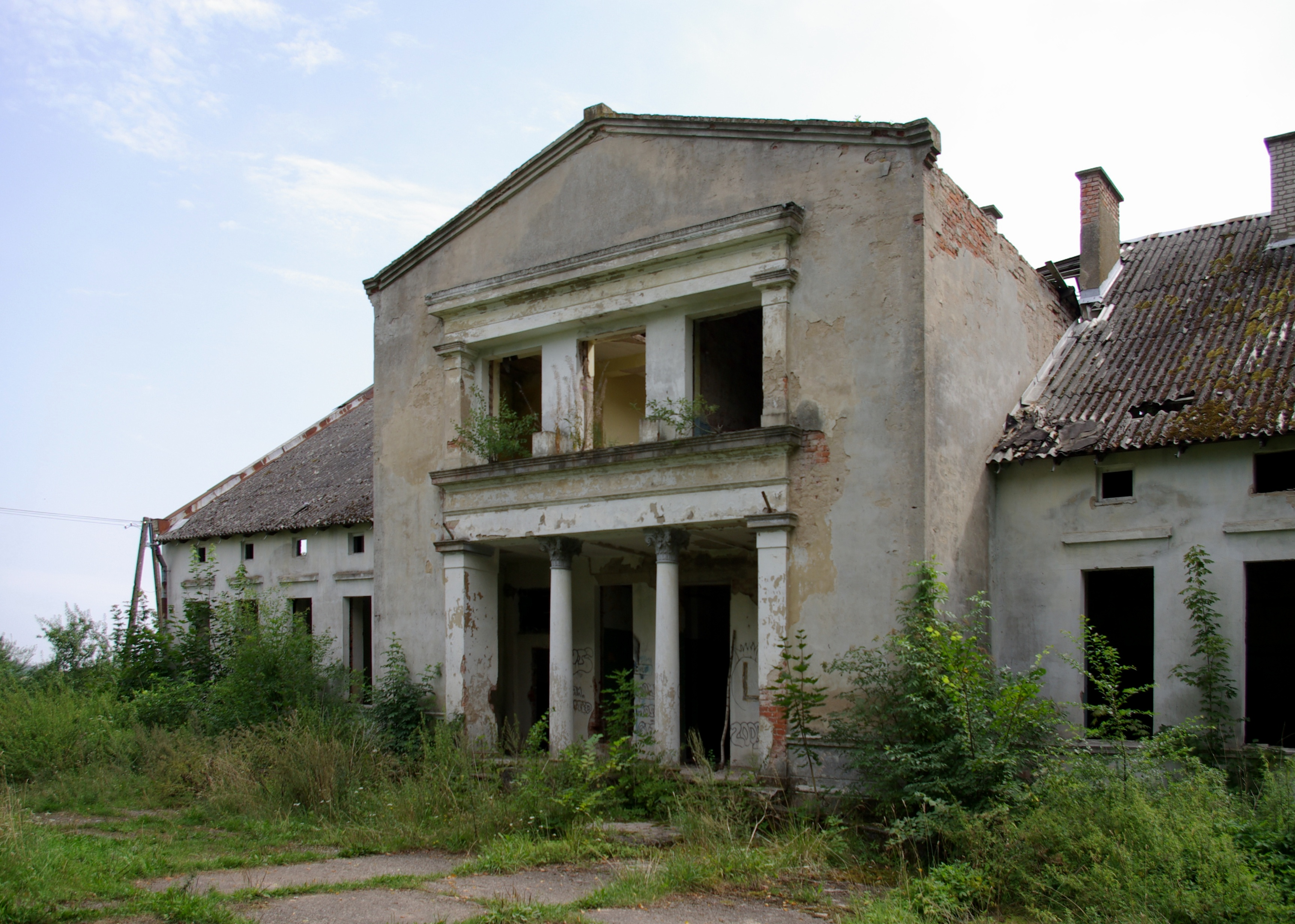
Ruine des Gutshauses, 2010

Das Gut Dombrowken existierte seit dem 16. Jahrhundert. Es gehörte einem Grafen Schlieben-Dombrowken, einem Nachkommen der Birkenfelder Schlieben.
Durch Heirat kam das Landgut in den Besitz der Familie Thiesel von Daltitz. Anschließend waren Adolf Friedrich von Langermann († 1757) und Karl August von Hohenstock († 1788) Gutsherren in Domobrowken. Um 1790 kaufte der Kriegsrat Friedrich Wilhelm Johann von Fahrenheid (1747–1834) zahlreiche Güterkomplexe in der Umgebung, darunter auch Dombrowken. Als nach dem Tod seines Sohnes Friedrich Heinrich Johann von Fahrenheid (1780–1849) die Besitzungen verteilt wurden, erhielt die ältere Tochter, verheiratet mit einem Dr. Voigdt aus Königsberg, das Gut Dombrowken mit den Vorwerken Friedrichsruh, Rosenau und Rossossen (1938–1945 Kleineibenburg). Die Gesamtfläche des Landgutes, das den Eigentümern als Sommersitz diente, betrug 1.366 Hektar. Das klassizistische Gutshaus von 1862 ist als Ruine erhalten. Auch einige dazugehörigen Wirtschaftsgebäude stehen heute noch. Erhalten ist auch der Baumbestand des etwa 5 ha großen Landschaftsparks.
Seit 1818 gehörte Dombrowken zum neu entstandenen Kreis Darkehmen (ab 1938 Kreis Angerapp, 1939–1945 Landkreis Angerapp) im Regierungsbezirk Gumbinnen der preußischen Provinz Ostpreußen. 1928 wurde der ehemalige Gutsbezirk, der noch bis 1945 einen eigenen Amtsbezirk bildete, eine Landgemeinde (seit 1935 Gemeinde).
Am 16. Juli 1938 erhielt Dombrowken den frei erfundenen, eingedeutschten Ortsnamen Eibenburg. Der polnische Ortsname ist die verkleinerte Form von Dąbrowa, was übersetzt Eichenwald bedeutet. Seit der Teilung Ostpreußens nach dem Zweiten Weltkrieg befinden sich die 1946 in Osjorsk (russisch Озёрск für „Stadt am See“) umbenannte Kreisstadt Darkehmen und ein Großteil des einstigen Landkreises in der russischen Oblast Kaliningrad. Einige südlich gelegenen Orte des Kreises wurden polnischen Gemeinden zugeteilt, darunter auch Dombrowken, das den polnischen Namen Dąbrówka erhielt. Zur Unterscheidung von den zahlreichen anderen polnischen Orten mit dem Namen Dąbrówka fanden früher auch die Bezeichnungen Dąbrówka Litewska und Dąbrówka Nowa Verwendung. In den ersten Nachkriegsjahren wurden hier vorwiegend vertriebene Polen aus Litauen und der Ukraine angesiedelt. 1948 wurde an der Schule wieder unterrichtet. Das Gut wurde Eigentum der Państwowe Gospodarstwo Rolne (Landwirtschaftliche Produktionsgenossenschaft – PGR).

## Religionen

### Kirchengebäude

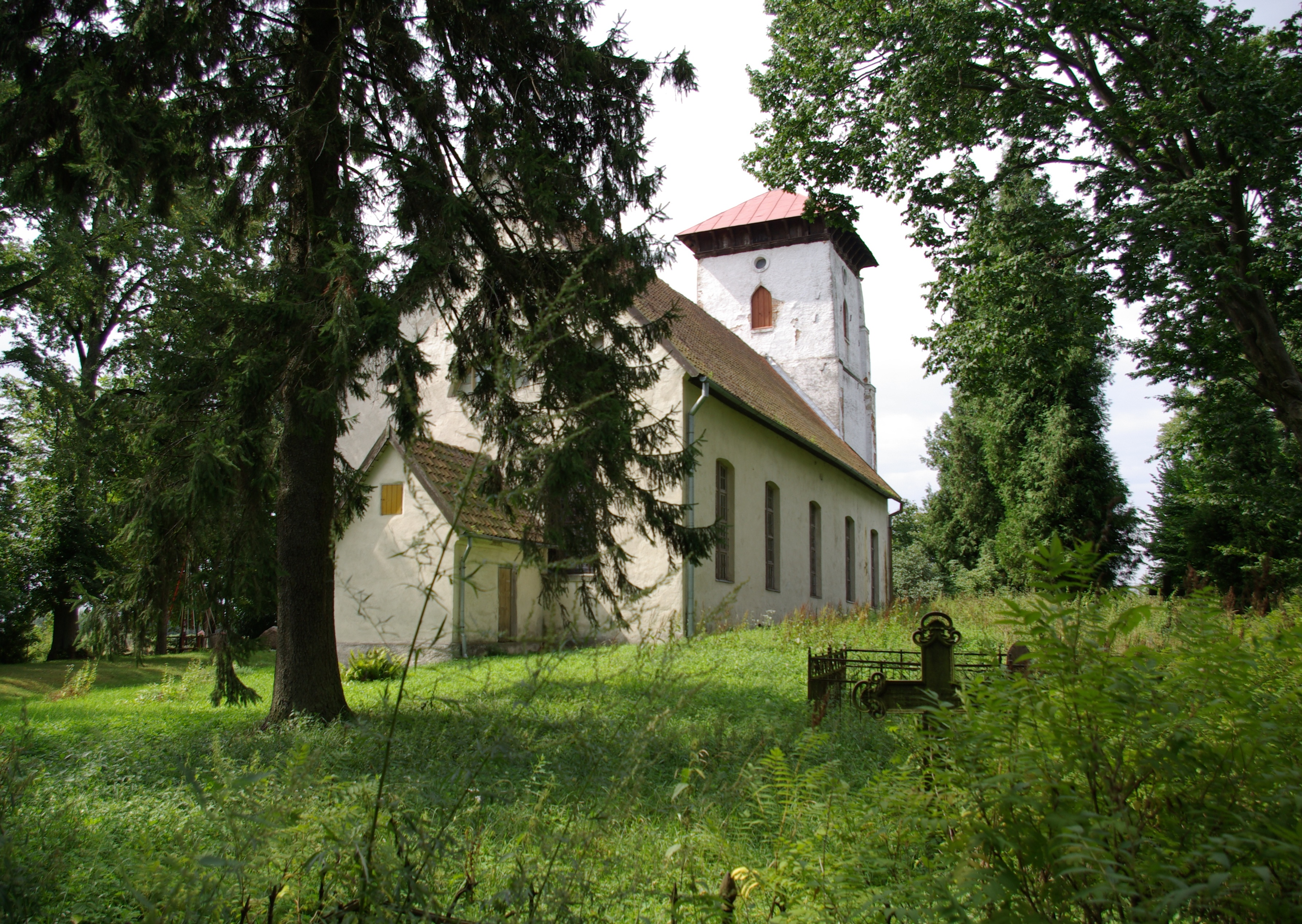
Die ehemals lutherische – heute katholische – Dorfkirche (2010)

Im Jahr 1607 entstand in Dombrowken der erste Kirchenbau, der 1732 durch einen neuen und heute noch erhaltenen Nachfolgebau ersetzt wurde. Bis 1945 ein evangelisches Gotteshaus, wurde es dann zugunsten der katholischen Kirche enteignet und heute noch genutzt.

### Kirchengemeinde
1607 wurde Dombrowken ein lutherisches Kirchdorf, das zunächst zur Inspektion Gerdauen (russisch Schelesnodoroschny) gehörte und danach bis 1945 in den Kirchenkreis Darkehmen (1938–1946 Angerapp, heute russisch Osjorsk) in der Kirchenprovinz Ostpreußen der Evangelischen Kirche der Altpreußischen Union eingebunden war. Gottesdienste wurden in deutscher, bis 1824 in polnischer und bis 1844 in litauischer Sprache gehalten.
Das Kirchenpatronat oblag dem jeweiligen Rittergutsbesitzer.
Die zahlenmäßig wenigen Katholiken des Dorfes gehörten vor 1945 zum damaligen Bistum Ermland. Nach 1945 wurde Dąbrówka eine katholische Filialgemeinde im Gebiet des Dekanats Węgorzewo (Angerburg) im Bistum Ełk (Lyck). Die jetzt nur wenigen evangelischen Kirchenglieder sind in das Kirchspiel Giżycko (Lötzen) der Evangelisch-Augsburgischen Kirche in Polen mit der Filialkirche in Węgorzewo eingegliedert.

### Kirchspiel (bis 1945)
Zum Pfarrdorf Dombrowken gehörte bis 1945 ein weitläufiges, 27 Orte umfassendes Kirchspiel, dessen Gebiet heute durch die polnisch-russische Staatsgrenze zerschnitten wird:
| Name (bis 1938)                          | Name (1938–1945) | Heutiger Name/Staat |
| ---------------------------------------- | ---------------- | ------------------- |
| Alt Eszergallen ab 1936 Alt Eschergallen | Sandenwalde      | –/PL                |
| Alt Sauskoyen*                           | Altsauswalde     | –/RUS               |
| Angerau                                  | Angerau          | –/RUS               |
| Dombrowken                               | Eibenburg        | Dąbrówka/PL         |
| Friedrichsfelde                          | Sandenfelde      | Pochwałki/PL        |
| Friedrichsruh                            | Friedrichsruh    | NN./RUS             |
| Groß Beynuhnen*                          | Großbeinuhnen    | Tschernyschewka/RUS |
| Groß Illmen*                             | Groß Illmen      | Pogranitschnoje/RUS |
| Groß Sobrost*                            | Groß Sobrost     | Zabrost Wielki/PL   |
| Groß Sunkeln Kr. Angerburg               | Groß Sunkeln     | Sąkieły Wielkie/PL  |
| Jautecken                                | Friedeck         | Juschnoje/RUS       |
| Klein Beynuhnen                          | Kleinbeinuhnen   | Uljanowskoje/RUS    |
| Klein Illmen*                            | Klein Illmen     | Ilmy Małe/PL        |
| Klein Sobrost*                           | Klein Sobrost    | Zabrost Mały/PL     |
| Kowarren*                                | Kleinfriedeck    | Saosjornoje/RUS     |
| Launingken                               | Sanden           | Ołownik/PL          |
| Lindenhof, Sägewerk                      |                  | Kasatschke/RUS      |
| Neu Beynuhnen                            | Neubeinuhnen     | Chelmnizkoje/RUS    |
| Neu Eszergallen ab 1936 Neu Eschergallen | Wehrwalde        | Fukino/RUS          |
| Neu Sauskoyen                            | Neusauswalde     | Rossoschanka/RUS    |
| Neusorge                                 | Neusorge         | –/PL                |
| Nonnenberg                               | Nonnenberg       | Mniszki/PL          |
| Osznagorren                              | Adlermark        | Otpor/RUS           |
| Ramberg                                  | Ramberg          | Juchowo/RUS         |
| Rosenau                                  | Rosenau          | Rożny/PL            |
| Rossossen                                | Kleineibenburg   | Rososze/PL          |
| Stolberg                                 | Stolberg         | Łąki/PL             |

Hinweis: * = Schulort

### Pfarrer (bis 1945)

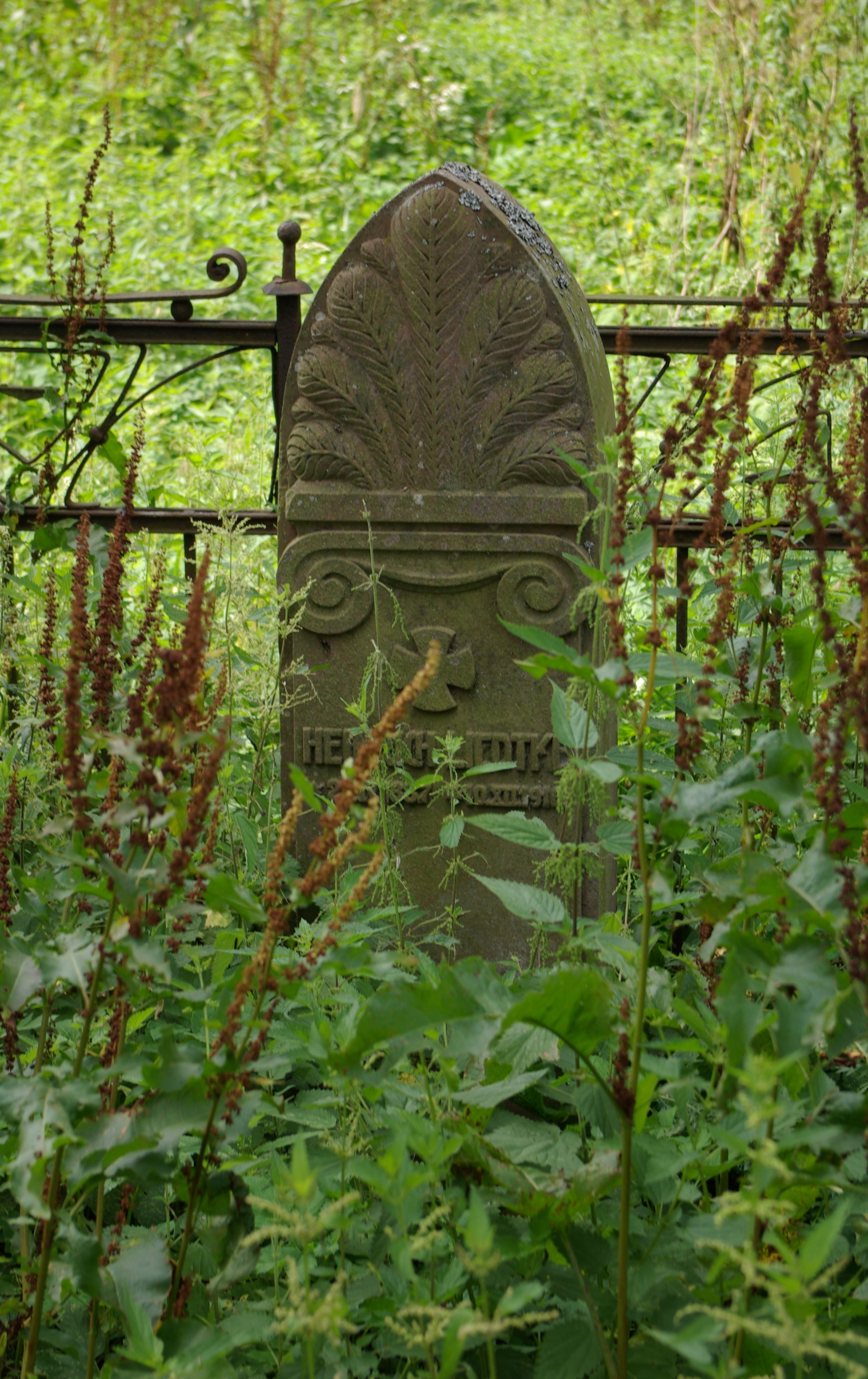
Grab auf dem evangelischen Friedhof (2010)

Von 1607 bis 1945 amtierten in Dombrowken 15 evangelische Geistliche:
- N. Glembowski
- George Nennichius, 1641–1645
- George Seidler, 1668
- George Adler, 1670
- Johann Freytag, ab 1674
- Andreas Dargunts, 1684
- Friedrich Deutschmann
- Sigismund Liebe, 1705–1711
- Christian Dehn, 1717–1746
- Christian Ludwig Dehn, 1747–1771
- Friedrich Wilhelm Cholevius, 1772–1822
- Leopold Jakob Krüger, 1823–1833
- Julius Heinrich Dittrich, 1834–1886[5]
- Oswald Liedtke, 1886–1929
- Erich Wisotzki, 1929–1945

## Persönlichkeiten
- Rosalie Schönfliesz, Verfasserin der Erzählungen für arme Dienstmädchen, lebte bei ihrem Schwager, dem Pfarrer Theodor Krüger, erst in Dombrowken, dann in Georgenburg. 1860 veröffentlichte Krüger das Buch Rosalie Schönfliesz. Ein ostpreußisches Charakterbild mit einem Vorwort von Karl Rosenkranz.

## Sehenswürdigkeiten
- Dorfkirche von 1732
- Evangelischer Friedhof
- Ruine des Gutshauses von 1862 mit altem Baumbestand